# Museo cantar di pietra
Il Museo Cantar di Pietra è un museo civico di Valvarrone.

## Storia
Situato nel comune di Valvarrone, nella località di Tremenico, il museo realizzato grazie a finanziamenti del Progetto Interreg tra Repubblica Italiana e Confederazione Elvetica, è stato realizzato nei locali del vecchio ufficio postale di Tremenico e del vecchio archivio comunale.
Il percorso è stato progettato e realizzato da Sfelab, uno studio di designer e ingegneri specializzati in interaction e visual design.
Inaugurato il 5 febbraio 2020 in occasione della festa patronale di Sant' Agata a Tremenico, racconta in chiave esperienziale, attraverso un percorso interattivo, i temi forti delle ritualità della Valvarrone, che rappresentano l’eredità più tenacemente vitale della cultura contadina e alpina. Il museo si articola in 4 stanze: 
- Stanza 1: Accoglienza;
- Stanza 2: "Stanza dei suoni";
- Stanza 3: "Stanza della vita",
- Stanza 4: "Stanza del lavoro".

La voce del narratore accompagna il visitatore attraverso le varie stanze e i racconti del suo vissuto, inframmezzati da suoni e rumori, consentono a chi li ascolta di lasciarsi trasportare fino a calarsi completamente in quella realtà. Il museo ideato nell'ambito del progetto VoCaTe, fa parte del Sistema museale della Provincia di Lecco e del patrimonio culturale dell'Ecomuseo della Valvarrone. Nel giugno 2022, la Delegazione Fai - Fondo per l'Ambiente italiano di Lecco e l'Associazione Giuseppe Bovara hanno assegnato al Museo il premio "Il Bel Paesaggio" - al di là del brutto: un premio per gli interventi positivi nel territorio lecchese.

## Galleria d'immagini

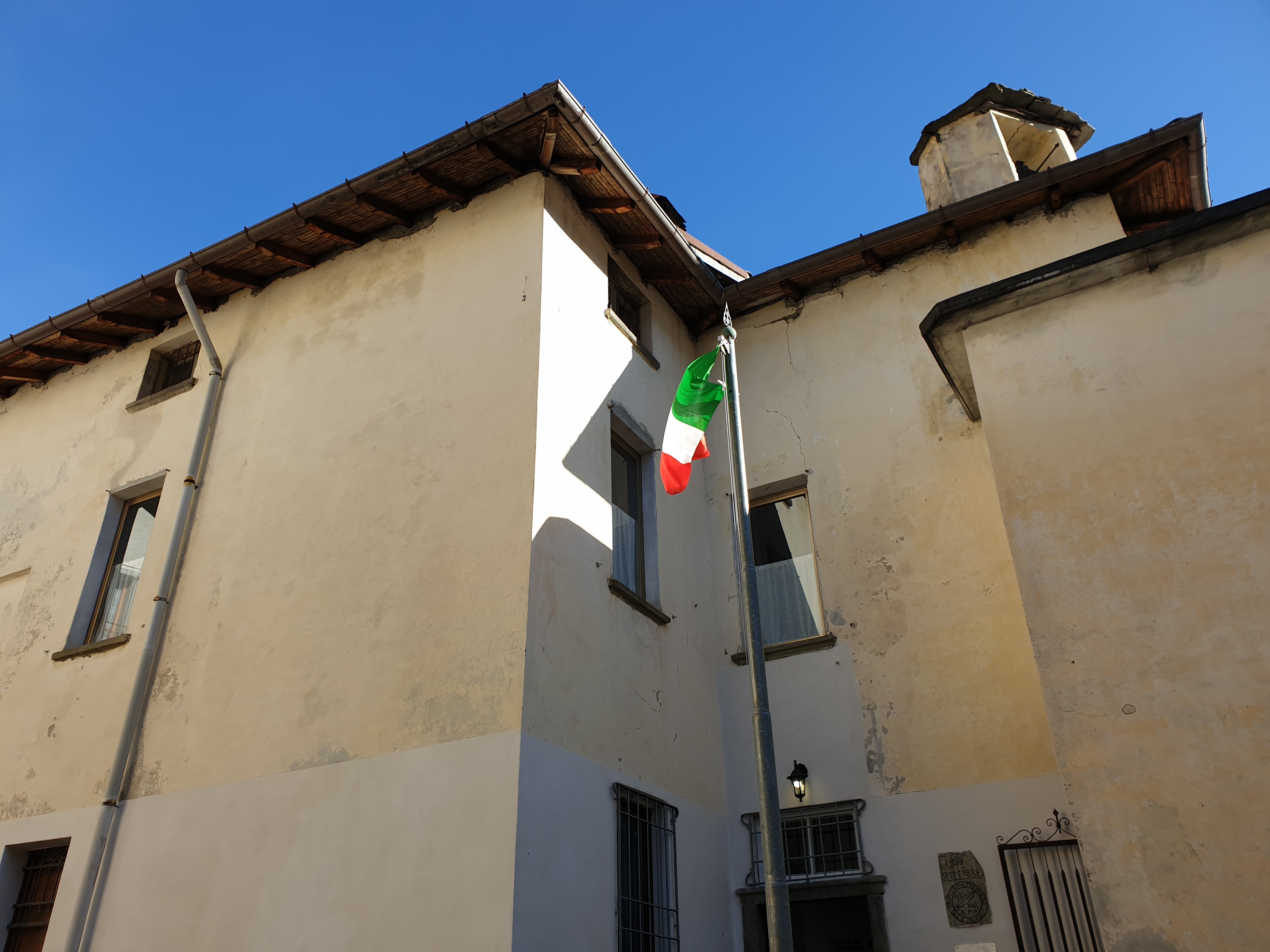
Vista del vecchio edificio comunale di Tremenico, sede del Museo Cantar di Pietra.

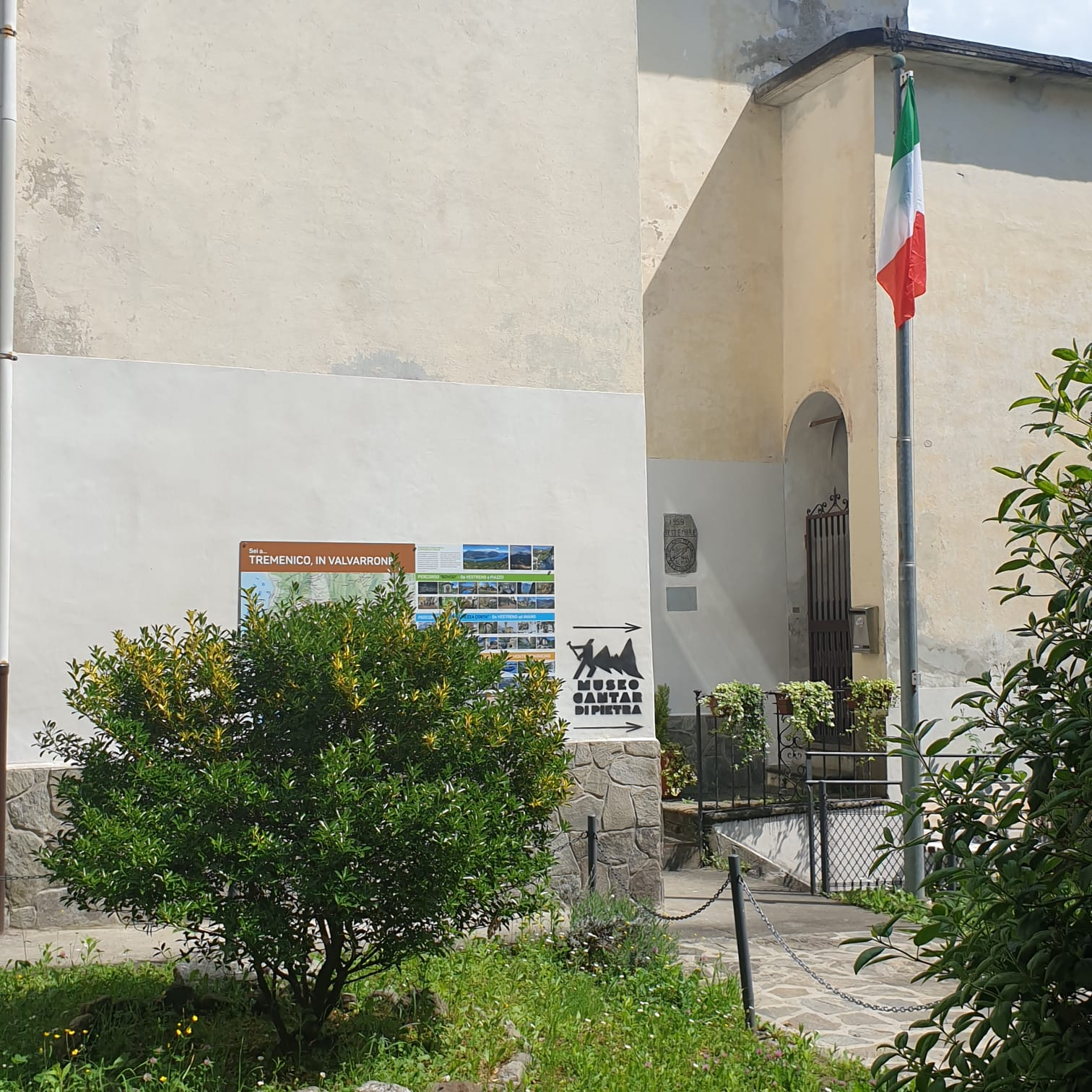
Vista sull' entrata del museo